# آوالون، نیو ساوت ولز
آوالون (به انگلیسی: Avalon) یک حومه شهر در استرالیا است که در نیو ساوت ولز واقع شده‌است.